# 1 Night in Vienna
1 Night in Vienna è un DVD della band tedesca Scorpions uscito nel 2006. Composto da 14 tracce dal vivo e un documentario completo sul gruppo, il video documenta un concerto tenutosi a Vienna nel 2004.

## Tracce
1. New Generation – 5:01
2. Love 'em Or Leave 'em – 4:32
3. Bad Boys Running Wild – 3:56
4. The Zoo – 6:21
5. Deep and Dark – 3:59
6. Coast to Coast – 4:33
7. Holiday – 4:25
8. Through My Eyes – 5:02
9. Blackout – 3:56
10. Blood Too Hot – 4:11
11. Big City Nights – 5:25
12. Still Loving You – 6:14
13. Wind of Change – 5:21
14. Rock You Like a Hurricane – 7:21

## Formazione
- Klaus Meine - voce
- Rudolf Schenker - chitarra
- Matthias Jabs - chitarra
- Paweł Mąciwoda - basso
- James Kottak - batteria